# Anna Kiełbasińska
Anna Kiełbasińska (née le 26 juin 1990 à Varsovie) est une athlète polonaise, spécialiste du 200 m et du 400 m.

## Biographie
A l'âge de 3 ans, elle est diagnostiquée d'alopecia areata, une maladie auto-immune qui mène à la chute de cheveux par plaques. Elle traite ce problème lors de son adolescence avec le médecin le plus spécialisé de Pologne. En 2015, dès les championnats du monde de Pékin, la chute de cheveux progresse mais ne l'atteint plus comme auparavant.
Après avoir été championne polonaise en salle en 2009 sur 400 m, elle se distingue en remportant la médaille d'or à Ostrava sur 200 m, avec son record personnel de 23 s 23 (avec un vent de face de 1,0 m/s) le 16 juillet 2011. Elle avait auparavant couru en 23 s 61 à Novi Sad en 2009 (médaille de bronze lors des Championnats d'Europe juniors) et 23 s 80 à Bydgoszcz en 2008 (finaliste lors des mondiaux juniors). Éliminée en séries à Daegu 2011 mais avec 23 s 34. Elle avait obtenu déjà à Ostrava son tout premier résultat significatif : 6e en demi-finale des Championnats du monde jeunesse le 14 juillet 2007.
Elle termine 6e du relais 4 × 100 m des championnats d'Europe 2016 et des championnats d'Europe 2018.
Le 21 juillet 2015, elle remporte les championnats nationaux sur 200 m en 22 s 94, et descend pour la première fois sous les 23 secondes.
Le 9 février 2018 à Eaubonne, elle établit la meilleure performance européenne de l'année en salle du 200 m en 23 s 19. Quatre jours plus tard, à Liévin, elle bat le record de Pologne du 300 m en 37 s 02. Le 2 mars, elle égale en séries des championnats du monde en salle de Birmingham son record personnel du 60 m en 7 s 23, et se qualifie pour les demi-finales. Elle termine 15e des demi-finales, à nouveau en 7 s 23
À compter de la saison 2019, elle se spécialise sur le 400 m, afin d'espérer remporter une médaille en relais aux Jeux olympiques de 2020. Elle termine 3e des championnats de Pologne en salle en 52 s 32, record personnel, et est sélectionnée pour le relais aux championnats d'Europe en salle de Glasgow. Dans la capitale britannique, elle remporte avec l'équipe polonaise son premier titre international, à 28 ans, en 3 min 28 s 77. Elle devance le Royaume-Uni et l'Italie.
Le 12 mai 2019, Kiełbasińska et ses coéquipières créent l'exploit de remporter le relais 4 × 400 m des Relais mondiaux de l'IAAF 2019 à Yokohama, battant et détrônant les triples tenantes du titre en trois éditions, les États-Unis, et l'Italie. Elle fait sa rentrée sur 400 m le 12 juin à Bydgoszcz et bat son record personnel avec 51 s 83 puis l'améliore successivement à 51 s 57 à Chorzów 4 jours plus tard. Le 20 juin, elle réalise la meilleure performance européenne de l'année sur la distance peu courue de 300 m, en 36 s 34, record personnel, dans une course marquée par le record du monde de Shaunae Miller-Uibo (34 s 41).

## Palmarès
| Date | Compétition                       | Lieu      | Résultat | Épreuve         | Temps         |
| ---- | --------------------------------- | --------- | -------- | --------------- | ------------- |
| 2008 | Championnats du monde juniors     | Bydgoszcz | 7e       | 200 m           | 23 s 95       |
| 2009 | Championnats d'Europe juniors     | Novi Sad  | 3e       | 200 m           | 23 s 75       |
| 2009 | Championnats d'Europe juniors     | Novi Sad  | 2e       | 4 × 100 m       | 45 s 12       |
| 2011 | Championnats d'Europe espoirs     | Ostrava   | 3e       | 100 m           | 11 s 77       |
| 2011 | Championnats d'Europe espoirs     | Ostrava   | 1re      | 200 m           | 23 s 23       |
| 2011 | Championnats d'Europe espoirs     | Ostrava   | 6e       | 4 × 100 m       | 44 s 67       |
| 2015 | Jeux mondiaux militaires          | Mungyeong | 2e       | 200 m           | 23 s 33       |
| 2015 | Jeux mondiaux militaires          | Mungyeong | —        | 100 m haies     | DQ            |
| 2015 | Jeux mondiaux militaires          | Mungyeong | —        | 4 × 100 m       | DNF           |
| 2015 | Jeux mondiaux militaires          | Mungyeong | 4e       | 4 × 400 m       | 3 min 35 s 37 |
| 2016 | Championnats d'Europe             | Amsterdam | 6e       | 4 × 100 m       | 43 s 24       |
| 2017 | Championnats d'Europe par équipes | Lille     | 2e       | 200 m           | 22 s 93       |
| 2017 | Championnats d'Europe par équipes | Lille     | 2e       | 4 × 100 m       | 43 s 07       |
| 2018 | Coupe du monde                    | Londres   | 5e       | 200 m           | 23 s 25       |
| 2018 | Coupe du monde                    | Londres   | 7e       | 4 × 100 m       | 43 s 82       |
| 2018 | Championnats d'Europe             | Berlin    | 6e       | 4 × 100 m       | 43 s 34       |
| 2019 | Championnats d'Europe en salle    | Glasgow   | 1re      | 4 × 400 m       | 3 min 28 s 77 |
| 2019 | Relais mondiaux de l'IAAF         | Yokohama  | 1re      | 4 × 400 m       | 3 min 27 s 49 |
| 2019 | Championnats d'Europe par équipes | Bydgoszcz | 6e       | 200 m           | 23 s 34       |
| 2019 | Championnats d'Europe par équipes | Bydgoszcz | 1re      | 4 × 400 m       | 3 min 24 s 81 |
| 2019 | Championnats du monde             | Doha      | 2e       | 4 × 400 m       | séries        |
| 2019 | Jeux mondiaux militaires          | Wuhan     | 1re      | 4 × 400 m       | 3 min 27 s 84 |
| 2019 | Jeux mondiaux militaires          | Wuhan     | 3e       | 200 m           | 23 s 33       |
| 2021 | Jeux olympiques                   | Tokyo     | 2e       | 4 × 400 m       | séries        |
| 2022 | Championnats du monde             | Eugene    | 8e       | 400 m           | 50 s 81       |
| 2022 | Championnats d'Europe             | Munich    | 3e       | 400 m           | 50 s 29       |
| 2022 | Championnats d'Europe             | Munich    | 2e       | 4 × 100 m       | 42 s 61       |
| 2022 | Championnats d'Europe             | Munich    | 2e       | 4 × 400 m       | 3 min 21 s 68 |
| 2023 | Championnats d'Europe en salle    | Istanbul  | 3e       | 400 m           | 51 s 25       |
| 2023 | Championnats d'Europe en salle    | Istanbul  | 3e       | 4 x 400 m       | 3 min 29 s 31 |
| 2023 | Jeux européens                    | Chorzów   | 2e       | 4 x 400 m mixte | 3 min 12 s 87 |

## Records
| Épreuve | Épreuve   | Temps        | Lieu              | Date                     |
| ------- | --------- | ------------ | ----------------- | ------------------------ |
| 60 m    | En salle  | 7 s 21       | Toruń             | 30 janvier 2021          |
| 100 m   | Plein air | 11 s 22      | Chorzow           | 5 juin 2022              |
| 200 m   | Plein air | 22 s 76      | La Chaux-de-Fonds | 14 août 2021             |
| 200 m   | En salle  | 23 s 12      | Toruń             | 18 février 2018          |
| 300 m   | Plein air | 36 s 34      | Ostrava Poznań    | 20 juin 2019 27 mai 2022 |
| 300 m   | En salle  | 37 s 02 (NR) | Liévin            | 13 février 2018          |
| 400 m   | Plein air | 50 s 28      | Paris             | 18 juin 2022             |
| 400 m   | En salle  | 51 s 10      | Ostrava           | 3 février 2022           |